# Ophthalmitis saturniaria
Ophthalmitis saturniaria là một loài bướm đêm trong họ Geometridae.